# Lucida Mansi
Lucìda Mansi (Lucca, 1606 circa – Lucca, 12 febbraio 1649) è stata una nobildonna italiana.
È un personaggio di incerta attribuzione, probabilmente appartenente alla famiglia Samminiati.

## La vita
Lucìda si sposò molto giovane con Vincenzo Diversi, il quale venne assassinato nei primi anni di matrimonio. Rimasta vedova molto giovane, si risposò con l'anziano e ricco Gaspare di Nicolao Mansi. La famiglia Mansi era molto ricca e conosciuta in gran parte dell'Europa grazie al commercio delle sete già prima del secolo XVI. Il matrimonio destò scalpore per l'elevata differenza d'età tra i due coniugi e per la bellezza di Lucìda rispetto a quella del nuovo sposo. Lucìda sviluppò così un forte desiderio di evasione, tanto da divenire dissoluta nei costumi e perdere ogni dignità. Essa non rinunciava a lusso sfrenato, banchetti, feste e innumerevoli giovani amanti. Divenne anche talmente vanitosa da ricoprire di specchi un'intera stanza di Villa Mansi a Segromigno per potersi ammirare in ogni occasione.
Lucìda morì di peste il 12 febbraio del 1649 e fu sepolta presso la tomba di famiglia nella chiesa della Concezione dei Cappuccini di Lucca, che fu espropriata assieme al convento e distrutta sotto il governo di Elisa Baciocchi.

## La leggenda

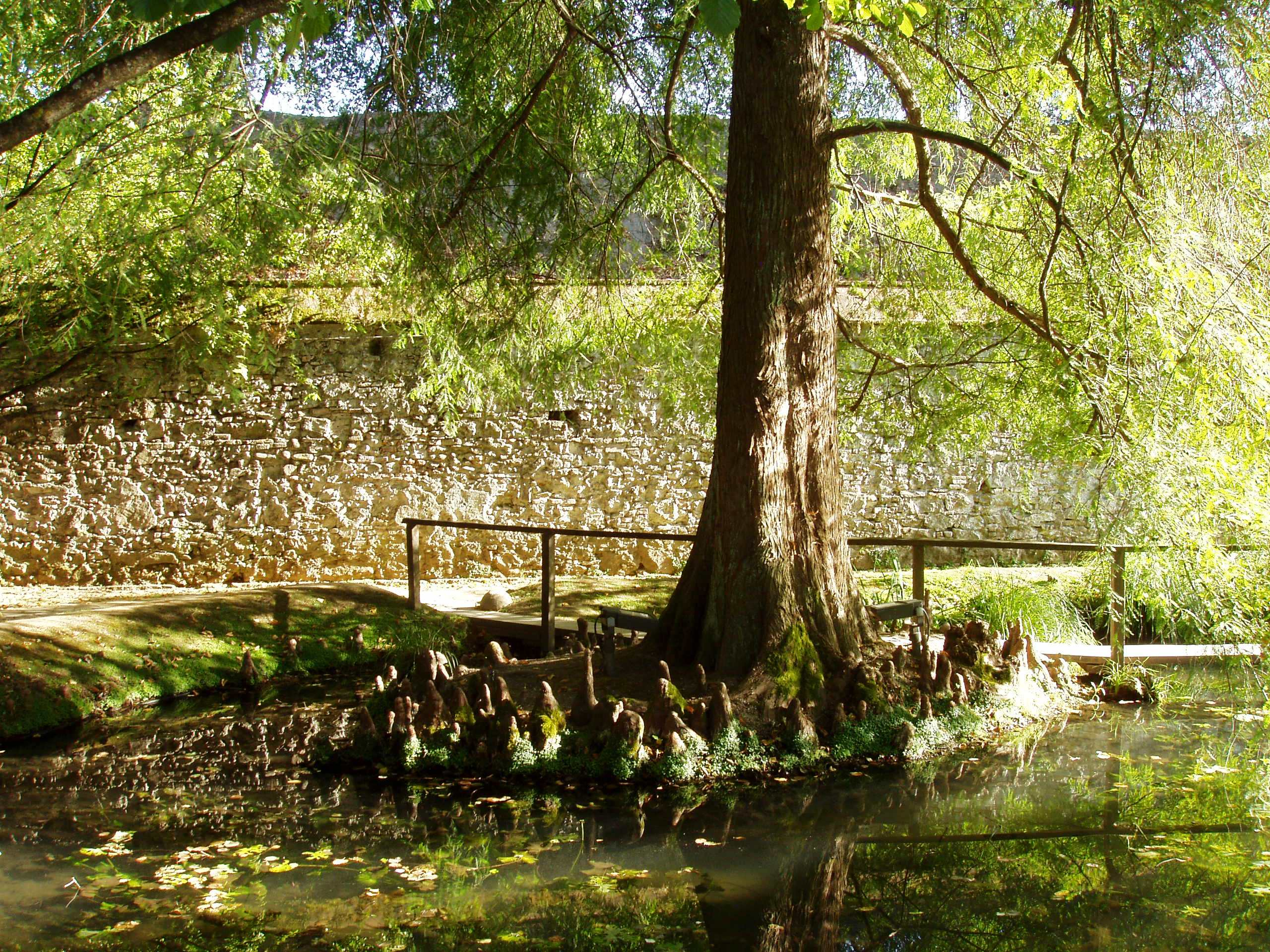
Il lago nel quale si sarebbe gettata la carrozza infuocata di Lucida Mansi, nell'Orto botanico comunale di Lucca

Lucìda Mansi, figlia di nobili lucchesi, era una donna molto attraente e libertina. Ella era talmente crudele ed attratta dai piaceri della carne che arrivò ad uccidere il marito per contornarsi liberamente di schiere di amanti. Pare inoltre che uccidesse gli amanti che le facevano visita, facendoli cadere, dopo le prestazioni amorose, in botole irte di lame affilatissime.
Una mattina però le sembrò di scorgere sul suo viso una quasi impercettibile ruga: il passare del tempo stava spegnendo la sua bellezza. Lucìda, disperata, pianse e si lamentò tanto che apparve di fronte a lei un magnifico ragazzo, il quale le promise trent'anni di giovinezza in cambio della sua anima. Dietro le fattezze del ragazzo si nascondeva però il Diavolo. Lucìda accettò il patto. Per tutto il tempo pattuito con il Diavolo le persone che la circondavano continuavano a invecchiare, mentre lei manteneva intatta la sua bellezza e perdurava nella sua dissolutezza, fagocitando lusso e ricchezza e continuando a uccidere i suoi amanti.
Trent'anni dopo lo scellerato patto, la notte del 14 agosto 1623, il Diavolo ricomparve per prendersi ciò che gli spettava. Lucìda, ricordatasi della scadenza, tentò di ingannarlo: si arrampicò sulle ripide scale della Torre delle ore con la speranza di allontanare la sua fine inevitabile. Lucìda saliva la Torre, affannata correva a fermare la campana, che stava per batter l'ora della sua morte. A mezzanotte in punto il Diavolo avrebbe preso la sua anima. Ma il tentativo di bloccare la campana fallì, Lucìda non fece in tempo a fermare le lancette dell'orologio e così il Diavolo la caricò su una carrozza infuocata e la portò via con sé attraversando le Mura cittadine fino a gettarsi nelle acque del laghetto dell'Orto botanico comunale.
Ancora oggi chi immerge il capo in questo lago pare possa vedere il volto addormentato di Lucìda Mansi. Nelle notti di luna piena pare oltretutto che sia possibile vedere la carrozza mentre dirige la donna verso l'inferno e sentirne le grida. Altre fonti individuano il fantasma della bella lucchese vagare nel palazzo di Villa Mansi a Segromigno o presso un'altra residenza Mansi in località Monsagrati (comune di Pescaglia), luoghi in cui essa soleva intrattenere e poi giustiziare i suoi amanti.